# Alva Myrdal
Alva Myrdal (ur. 31 stycznia 1902 w Uppsali, zm. 1 lutego 1986 w Sztokholmie) – szwedzka dyplomatka, socjolożka.

## Życiorys
Pracowała m.in. w UNESCO jako dyrektor departamentu nauk społecznych (1951–1955). Przez wiele lat w szwedzkiej służbie dyplomatycznej, w latach 1955–1961 ambasador w Indiach, 1962–1970 członek szwedzkiej delegacji na rokowania rozbrojeniowe w Genewie, 1966–1973 minister ds. rozbrojenia. Jej aktywność w dziedzinie rozbrojenia międzynarodowego w 1982 uhonorowano pokojową nagrodą Nobla, którą otrzymała wspólnie z Meksykaninem Alfonso Roblesem.
W książce Tajemnice nagrody Nobla Zygmunt Broniarek stawia hipotezę, że ta nagroda była unikiem Komitetu Noblowskiego wobec nacisków, szczególnie amerykańskich, na przyznanie nagrody Lechowi Wałęsie; przesunięcie wyróżnienia Wałęsy o rok i wybór kandydatów niekontrowersyjnych miały być dowodem niezależności Komitetu.
Mąż Alvy, Gunnar Myrdal, otrzymał Nagrodę Banku Szwecji im. Alfreda Nobla w dziedzinie ekonomii w 1974.
W dorobku Alvy Myrdal znajdują się publikacje, w których zajmowała się problemami rozbrojenia, a także socjologią rodziny. Wraz z mężem byli promotorami eugeniki i ich praca Kris i befolkningsfrågan (1934) dała teoretyczne podstawy pod szwedzki program przymusowej sterylizacji osób „nieprzydatnych społecznie”.